# Коваленко Валерій Іванович
Валерій Іванович Коваленко (рос. Валерий Иванович Коваленко; нар. 1 жовтня 1968, Кременчук, Полтавська область, УРСР) — радянський, російський та український футболіст, захисник.

## Життєпис
На дорослому рівні дебютував у 17-річному віці в складі кременчуцького «Кременя», який виступав у змаганнях колективів фізкультури. У 1987 році став срібним призером чемпіонату Української РСР серед КФК. У 1990 році перейшов в елістинський «Уралан» і виступав за нього протягом шести сезонів, зігравши 164 матчі в першості СРСР і Росії.
На початку 1996 року повернувся на батьківщину і приєднався до складу «Кременя», який грав у вищій лізі України. Дебютний матч на вищому рівні зіграв 6 квітня 1996 проти «Карпат», вийшовши на заміну на 68-й хвилині замість Андрія Купцова. У вищій лізі зіграв у складі «Кременя» 25 матчів і в сезоні 1997/98 років разом з командою вилетів до першої ліги, потім ще півтора сезони продовжував грати за команду. На початку 1999 року перейшов до запорізького «Металурга», в його складі зіграв 4 матчі у вищій лізі. Також захищав кольори комсомольського «Гірника-спорту».
У 2000 році знову поїхав у Росію, де виступав у другому дивізіоні за «Селенгу», «КАМАЗ», челябінський «Зеніт» і «Зміну» з Комсомольська-на-Амурі. У віці 34 років завершив спортивну кар'єру.